# Rezerwat przyrody Ozy Kiczarowskie
Rezerwat przyrody „Ozy Kiczarowskie” – rezerwat przyrody nieożywionej w województwie zachodniopomorskim, w powiecie stargardzkim, w gminie Stargard, 2,2 km na południe-południowy zachód od Kiczarowa, 2,5 km na północny zachód od Ulikowa, 4,5 km na północny wschód od Stargardu, po południowej stronie drogi krajowej nr 20 do Chociwla.
Został utworzony zarządzeniem Ministra Leśnictwa i Przemysłu Drzewnego z dnia 18 lipca 1962 r. na powierzchni 4,70 ha. Obecnie zajmuje powierzchnię 1,88 ha.
Jest to rezerwat przyrody nieożywionej, typu geologicznego i glebowego, podtypu form tektonicznych i erozyjnych. Obejmuje zespół form o kształcie wałów i wydłużonych pagórków, o osiach zorientowanych południkowo, porośnięty murawami kserotermicznymi, położony w całości na gruntach prywatnych.
Celem ochrony jest zachowanie wyróżniającego się w krajobrazie, dobrze ukształtowanego ozu zbudowanego z piasków i żwirów, pochodzących z akumulacji czołowej w czasie ostatniego zlodowacenia bałtyckiego, stanowiącego charakterystyczny element rzeźby w obszarze polodowcowej wysoczyzny morenowej wraz z porastającymi je płatami zbiorowisk roślinności ciepłolubnej. Ozy Kiczarowskie są jednym z większych zespołów ozów w Polsce.
Według obowiązującego planu ochrony ustanowionego w 2008 roku (z późniejszymi zmianami), obszar rezerwatu objęty jest ochroną czynną.